# Pingshan, Shenzhen
Pingshan är ett stadsdistrikt i den subprovinsiella staden Shenzhen i provinsen Guangdong i sydöstra Kina. Befolkningen uppgick till 551 333 vid folkräkningen 2020.

## Administrativ indelning
Pingshan är indelat i sex stadsdelsdistrikt (jiedao).
- Biling (碧岭街道)
- Kengzi (坑梓街道)
- Longtian (龙田街道)
- Maluan (马峦街道)
- Pingshan (坪山街道)
- Shijing (石井街道)